# Пакистано-французские отношения
Пакистано-французские отношения — двусторонние дипломатические отношения между Пакистаном и Францией.

## История
Страны установили дипломатические отношения 31 июля 1951 года, после чего в столицах были открыты посольства. Франция стала первым немусульманским государством, признавшим Пакистан. В августе 1960 года был подписан торговый договор, а затем в октябре 1966 года подписано соглашение регулирующее вопросы импорта-экспорта. Во время Холодной войны Франция считала Пакистан своим союзником и являлась крупным поставщиком оружия и боеприпасов для вооружённых сил этой страны.
После окончания Холодной войны внешняя политика Франции не претерпела сильных изменений во время президентства Франсуа Миттерана. Однако, президенты Франции чаще посещали Индию, чем Пакистан и Париж никогда не оправдывал ожиданий Исламабада в отношении резолюций ООН по Кашмиру. В 1998—1999 годах отношения между странами ухудшились, так как Париж возложил ответственность за начало Каргильской войны на руководство Пакистана. Франция всегда поддерживала мирный диалог между Индией и Пакистаном, но не предлагала посредничества в разрешении многолетнего конфликта. В 2002 году в результате теракта в Карачи погибло 13 французских граждан, работавших в этом городе по контракту.

## Военное и стратегическое сотрудничество

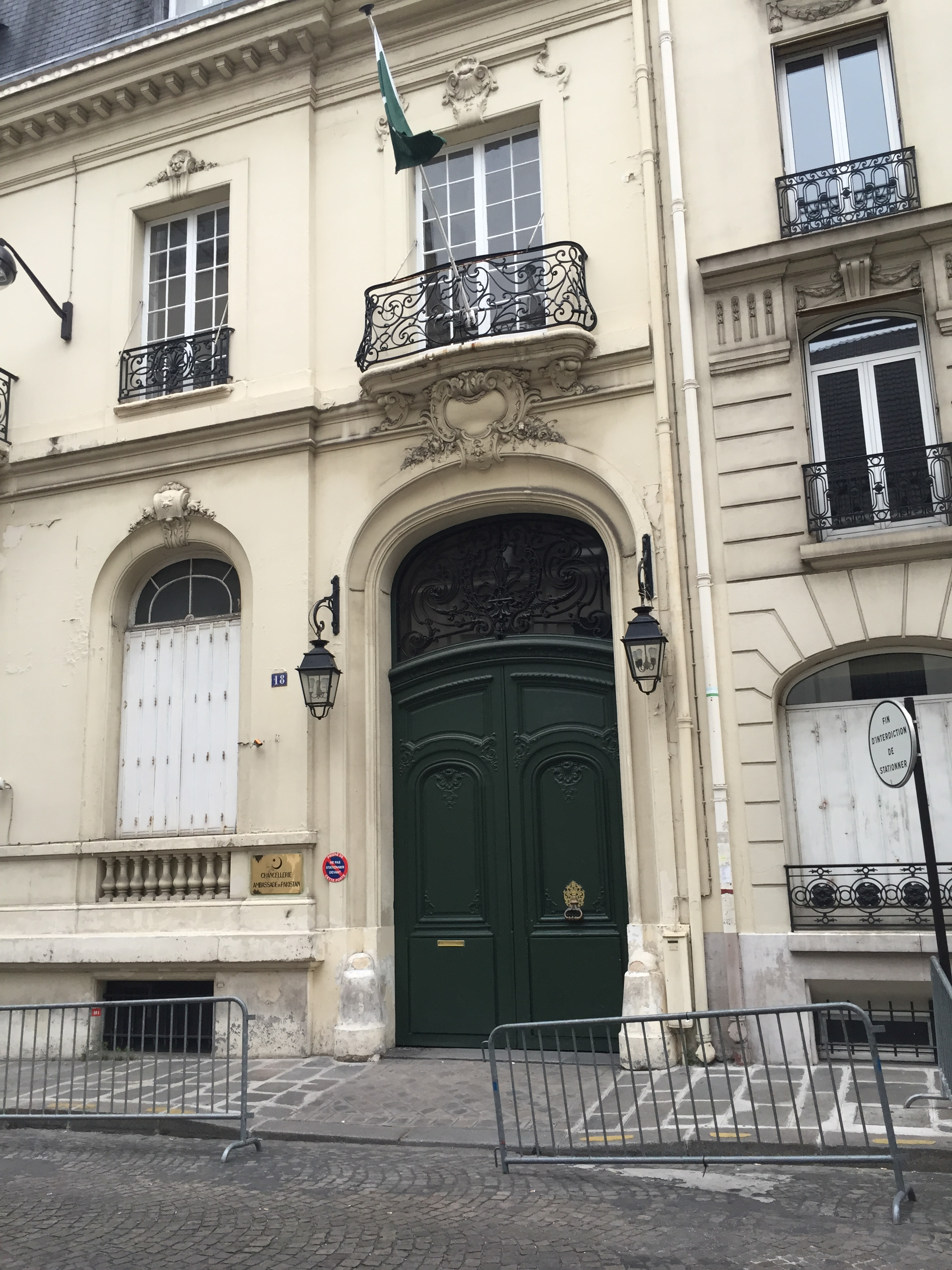
Посольство Пакистана в Париже

В 1967 году Франция стала важным поставщиком оружия для Военно-воздушных сил и Военно-морских сил Пакистана. Так, в 1967 году Франция поставила первую партию истребителей компании Dassault Aviation, а также продала технологию производства подводных лодок. В 1990 году ВВС Пакистана приобрели партию бывших в употреблении французских истребителей, а в 1996 году подписали контракт на приобретение 40 разведывательных самолетов. Пакистан является крупнейшим иностранным заказчиком продукции аэрокосмической промышленности Франции по количеству приобретенных истребителей и гражданских самолетов за период с 1967 по 2000 год. Военно-морские силы Пакистана также установили тесную связь с Францией, получив в своё распоряжение подводные лодки типа «Дафне», а также подводные лодки типа «Агоста» в 1994 году.
В 2009 году Франция согласилась предоставить финансовую помощь для расширения использования ядерной энергетики в Пакистане. Официальные лица в Исламабаде назвали это значительным шагом, а министерство иностранных дел страны сделало заявление, что Франция согласилась передать Пакистану гражданские ядерные технологии. Министерство иностранных дел Франции подтвердило, что страна готова сотрудничать с Пакистаном в области ядерной безопасности. В Associated Press of Pakistan было опубликовано интервью французских дипломатов, в которых они выражали мнение, что подписание подобного соглашения позволит улучшить ситуацию с безопасностью на ядерных объектах Пакистана. После подписания соглашения французские официальные лица подтвердили, что это начало гражданского ядерного партнерства между странами и сотрудничество будет ограничено обеспечением ядерной безопасности.

## Торговля
В 2009 году объём товарооборота достиг суммы 313 млн. долларов США, что сделало Пакистан 65-м по величине торговым партнёром Франции, при этом товарооборот имел тенденцию к увеличению.